# Анджело Содано
Негово Високопреосвещенство Кардинал Анджело Содано (на италиански: Angelo Sodano). Роден е на 23 ноември 1927 г. в градчето Изола д'Асти, провинция Асти, Северна Италия), италиански католически духовник, доктор на богословските науки, архиепископ, кардинал, кардинал-епископ на Остия и Албано, кардинал-презвитер на Санта Мария Нуова, бивш държавен секретар на Ватикана, декан на кардиналската колегия.
Баща му бил депутат в италианския парламент. Анджело Содано е следвал във Висшата Духовна Семинария в Асти и там е ръкоположен за свещеник на 23.IX.1950 г. Работи там до 1959 г. като преподавател и душепастир на младежите. Същата година започва работа в Светия престол по покана на архиепископ Анджело Дел`Акуа. През 1962 г. започва работа във ватиканската дипломация и е номиниран от папа Йоан XXIII за секретар на нунциатурите в Еквадор, Уругвай, Чили.
През 1968 г. се връща в Рим, където през около 10 г. работи в Съвета по обществените въпроси на Църквата. Има докторат по богословие от Папския Грегориянски Университет и докторат по църковно право от Папския Латерански Университет. Завършил също Папската Църковна Академия (ватиканска дипломатическа школа). Получил почетните титли таен извънреден шамбелан (1962) и капелан на Негово Светейшество (1963).
На 30.XI.1977 г. е номиниран от папа Павел VI за титулярен архиепископ на Нова ди Чезаре и апостолически нунций в Чили; ръкоположен за епископ на 15.I.1978 г. в Асти от кардинал Антонио Саморе. През май 1988 г. станал секретар на Съвета по обществените въпроси на Църквата, а след реорганизацията на Римската Курия заел поста секретар на секцията за контакти с държавите в Държавния Секретарият. Ръководил също Папската комисия за Русия. Представлявал Ватикана на срещите на външните министри на държавите – участнички в Конференцията за сигурност и сътрудничество във Виена, Копенхаген, Ню Йорк и Париж.
След като кардинал Агостино Казароли се пенсионира, на 1.XII.1990 г. става държавен подсекретар, а след като е номиниран за кардинал от папа Йоан Павел II през юни 1991 г. - пълномощен държавен секретар. Провъзгласен за кардинал-презвитер на 28.VI.1991 г. и получил титлата презвитер на римската църква Санта Мария Нуова. Многократно представлявал папата на религийни тържества в ролята на легат или специален пратеник. Бил президент-делегат на IV Генерална конференция на епископите от Латинска Америка в Санто Доминго (Доминиканска република) през октомври 1992 г. През януари 1994 г. бил номиниран от папата за кардинал-епископ и получил титулярната епископска столица Албано в покрайнините на Рим.
Заедно със смъртта на Йоан Павел II (2.IV.2005 г.) престанал да изпълнява функциите на държавен секретар, но отново бил номиниран на същото място от папа Бенедикт XVI. по време на конклава 2005 г. сочен за кандидат за бъдещ папа (т.нар. папабил). На 30.IV. 2005 г. станал декан на кардиналската колегия и получил титулярната епископска столица, сварзана с тази функция, Остия. Кардинал-епископ на Остия преди избора си на папа е бил Йозеф Рацингер.
Кардинал Содано си спомня с много топло чувство посещението си в България заедно с папа Йоан Павел II (23.-26.V.2002 г.), както и трите си срещи с президента през последните години. На 21.V.2006 г. освети софийската католическа катедрала „Свети Йосиф“, в съслужение с целия български епископат. Присъстваха множество чуждестранни гости, както и митрополити и свещеници от Българската Православна Църква, представители на еврейската и мюсюлманската общност в България.